# Kriegserklärung Ägyptens an Deutschland und Japan
Die Kriegserklärung des Königreichs Ägypten an das Deutsche Reich und Japan fand am 24. Februar 1945 während des Zweiten Weltkriegs statt und trat durch die Unterzeichnung des Königs Faruq am 26. Februar formell in Kraft.

## Vorgeschichte
Das Königreich Ägypten mit dem Sudan war 1922 von seiner Schutzmacht Großbritannien in die Unabhängigkeit entlassen worden und daher nicht mehr Teil des Britischen Weltreichs, stand jedoch weiterhin teilweise unter dessen Einfluss. Die neue Monarchie verfolgte ab 1933 eine antinazistische Außenpolitik und verurteilte beispielsweise die Nürnberger Rassengesetze gegen Juden. Aber auch die Beziehungen zu Großbritannien und zum faschistischen Königreich Italien, welches seit 1923 einen blutigen Kolonialkrieg in Libyen führte, blieben angespannt.
Mit dem Ausbruch des Zweiten Weltkriegs im September 1939 verkündete König Faruq die bewaffnete Neutralität Ägyptens und befahl im selben Monat die Generalmobilmachung der Armee. Am 10. Juni 1940 begann Italien mit Angriffen auf ägyptisch-britische Positionen im Sudan (siehe Ostafrikafeldzug), ohne jedoch Ägypten formell den Krieg zu erklären.
Am 13. Juni 1940 brach als Reaktion auf die Invasion das ägyptische Parlament alle diplomatischen Beziehungen mit Italien und am 13. September mit dem Deutschen Reich ab. Kurz darauf berief sich Großbritannien auf den Anglo-Ägyptischen Vertrag von 1936, der bei einer Bedrohung des Sueskanals die Besetzung des Landes erlaubte. Die ägyptische Armee leistete nur wenig Widerstand.
Am 9. September erklärte Italien Ägypten offiziell den Krieg und versuchte, durch eine Invasion die ägyptisch-britischen Truppen in einem Mehrfrontenkrieg zu binden. Am 14. April 1941 folgte das Deutsche Reich. Ägypten behielt, trotz deutsch-italienischer Truppenpräsenz auf seinem Boden und des starken britischen Drucks wegen der inneren Spannungen seine Neutralität bei. Die Mehrheit des ägyptischen Generalstabs, der Großteil der Armee und ein beträchtlicher Teil der ägyptisch-sudanesischen Aristokratie um Faruq hatten Sympathien für die Achsenmächte. Erst mit dem Seitenwechsel Italiens im September/Oktober 1943 deutete sich eine Kehrtwende an.

## Gründe
Mit der totalen Niederlage der beiden letzten wichtigen Achsenmächte Deutschland und Japan im Frühjahr 1945 sah die ägyptische Regierung unter Premierminister Ahmad Mahir Pascha die Möglichkeit, sich nun eindeutig zum Lager der Alliierten zu bekennen, von dessen Unterstützung man sich wiederum die Anerkennung der ägyptischen Ansprüche auf den Sudan und den Abzug aller britischen Kräfte aus dem Gebiet erhoffte. Die Erklärung sollte auch die Unabhängigkeit Ägyptens von Großbritannien betonen. Anderseits wollte die Regierung und Faruq den geringen ägyptischen Einfluss auf den Kriegsverlauf ausbauen und Ägyptens internationale Position in der Nachkriegszeit stärken.

## Folgen
Kurz nach der Kriegserklärung wurde Premierminister Mahir Pascha von einem Parlamentarier der Wafd-Partei, welcher Verbindungen zu der islamistischen Muslimbruderschaft hatte, ermordet. Am 26. Februar berief Faruq Mahmud an-Nukraschi Pascha zum neuen Regierungschef, der fast täglich mit schweren Demonstrationen gegen den Krieg zu kämpfen hatte.
Der formelle ägyptische Kriegseintritt zwang auch die anderen kleineren arabischen Nationen mitzuziehen. Am 26. Februar 1945 erklärten Syrien und der Libanon dem Deutschen Reich und Japan den Krieg. Am 1. April folgte Saudi-Arabien mit einer Kriegserklärung an Japan.